# تپه خزینه جبارآباد
تپه خزینه جبار آباد مربوط به عصر مس و سنگ - دوران‌های تاریخی پس از اسلام است و در شهرستان صحنه، بخش دینور، روستای جبار آباد واقع شده و این اثر در تاریخ ۳۰ تیر ۱۳۸۴ با شمارهٔ ثبت ۱۲۱۹۲ به‌عنوان یکی از آثار ملی ایران به ثبت رسیده است.